# 施梅樵

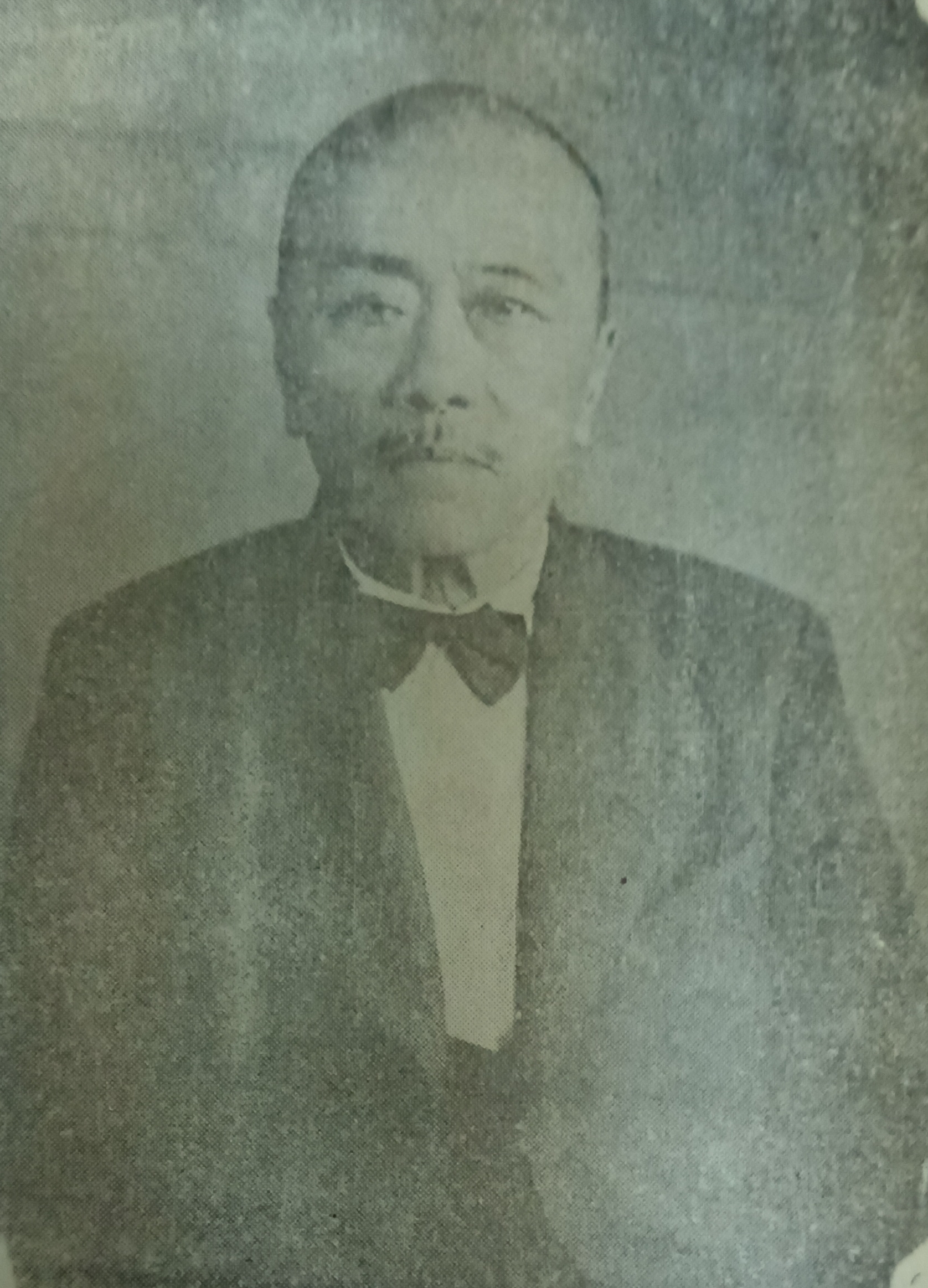
施梅樵，攝於1944年

施梅樵（1870年—1949年），字天鶴，號雪哥、蛻奴、晚年又號可白，男，祖籍晉江錢江，渡臺後居世居鹿港，臺灣清末至日治時代詩人。